# Beatriz de Choiseul-Stainville
Beatriz de Choiseul, duquesa de Gramont (Lunéville, 18 de noviembre de 1729-París, 17 de abril de 1794), fue una salonnière y bibliófila francesa.

## Biografía
Fue hija de François Joseph de Choiseul, marqués de Stainville, y de Marie Louise Bassompierre, y hermana de Étienne François, duque de Choiseul. Fue canonesa de Remiremont.
Tras ser llevada a París, su familia intentó, sin éxito, casarla con Louis de Bauffremont, quien eludió el enlace. Poco después, Beatriz contrajo matrimonio con Antoine VII, duque de Gramont y gobernador de Navarra, quien consintió la unión. Desde entonces, la duquesa de Gramont tuvo su propio salón, el cual era lo suficientemente grande como para competir con el de Madame de Pompadour.
Mujer firme y ambiciosa, fue una distinguida bibliófila. Cuando fue convocada a París en 1794 por el Tribunal Revolucionario, el cual debía decidir su suerte, se le preguntó: "¿envió usted dinero a emigrantes?", a lo que la duquesa respondió: "¡iba a decir que no, pero mi vida no merece una mentira!".
Fue ejecutada en la guillotina el 17 de abril de 1794.
- Datos: Q2929524
- Multimedia: Béatrix de Choiseul / Q2929524